# Балобаев, Вениамин Тихонович
Вениамин Тихонович Балобаев (2 января 1930, Тула — 4 сентября 2011, Якутск) — специалист в области изучения геотеплофизических процессов в мерзлой зоне литосферы, член-корреспондент РАН.

## Биография
В 1953 г. окончил физический факультет Ленинградского государственного университета им. А. А. Жданова по специальности «геофизика».
В АН СССР с 1953 г.:
- 1953—1954 гг. — в Институте мерзлотоведения им. В. А. Обручева АН СССР, г. Москва,
- 1954—1961 гг. — младший научный сотрудник Якутской мерзлотной станции,
- 1961—1963 гг. — заведующий лабораторией «Тепловой мелиорации мёрзлых пород»,
- 1963—1989 гг. — заведующий лабораторией геотермии,
- 1989—2001 гг. — заместитель директора Института мерзлотоведения им. П. И. Мельникова Сибирского Отделения РАН (Якутск),
- с 2001 г. — советник РАН.

Член-корреспондент РАН (1994), доктор геолого-минералогических наук (1989). Член Президиума Якутского научного центра СО РАН, Объединённого учёного совета по наукам о Земле СО РАН и Объединённого учёного совета по наукам о Земле АН Республики Саха (Якутск). Член научных советов РАН по криологии Земли и геотермии, член Национального комитета по международному проекту «Климат и криосфера». Член редколлегий нескольких научных журналов.
Скончался 4 сентября 2011 года в Якутске. Похоронен на московском Троекуровском кладбище (участок 20).

## Научная деятельность
Основоположник научного направления в геокриологии — геотермия мерзлой зоны литосферы. Основные направления деятельности:
- разработка теоретических принципов применения методов тепловой мелиорации для разработки мерзлых алмазных россыпей,
- разработка теоретических основ управления процессами промерзания и протаивания горных пород,
- изучение взаимосвязи глубокого промерзания и мощности мерзлых толщ с климатическими, геодинамическими, геотектоническими условиями и внутриземным тепловым потоком, определив геотермическое состояние верхней части земной коры Северо-Восточной Азии.

Построил модели палеореконструкции динамики теплового поля литосферы, карты температуры мерзлых пород, внутриземного теплового потока и мощности стационарных мерзлых толщ для всей азиатской территории России. Под его руководством составлен и опубликован уникальный каталог внутриземного теплового потока Сибирской платформы и Верхояно-Чукотской горно-складчатой области, а также создана их первая карта масштаба 1:5000000.
Осуществлял исследования по выяснению причин глобального потепления климата и оценки реакции криолитозоны на повышение температуры воздуха. С помощью математических моделей показал возможность существования в подмерзлотной зоне на глубине до нескольких сотен метров пресных подземных вод, формирующихся за счёт термокомпрессионных процессов при изменениях мощности мерзлых толщ в период плейстоцена.

## Награды и звания
- Награждён орденом Дружбы (1997)[2]
- Награждён медалью ордена «За заслуги перед Отечеством» II степени (2008)[3], другими медалями
- Заслуженный работник народного хозяйства Якутской АССР (1986).